# Куйманка
Куйма́нка — река в Лебедянском районе Липецкой области. Левый приток реки Дон. Длина реки составляет 25 км.
Под таким именем впервые река упоминается в документах 1650 года. В названии вторая часть, возможно, от индоевропейских слов мано, мани — влажный, мокрый. Первая часть гидронима неясна.
Река Куйманка пересыхающая. Наполняется водами лишь во время паводка.
На Куйманке находится село Куймань, а в 10 км южнее — деревня Куйманы.
Устье реки расположено у села Докторово в 1625 км по левому берегу реки Дон.

## Данные водного реестра
По данным государственного водного реестра России относится к Донскому бассейновому округу, водохозяйственный участок реки — Дон от истока до города Задонск, без рек Красивая Меча и Сосна, речной подбассейн реки — бассейны притоков Дона до впадения Хопра. Речной бассейн реки — Дон (российская часть бассейна).